# Pseudocatharylla
Pseudocatharylla là một chi bướm đêm thuộc họ Crambidae.